# IC 2588
IC 2588 — галактика типу SBa (компактна витягнута галактика) у сузір'ї Насос.
Цей об'єкт міститься в оригінальній редакції індексного каталогу.